# 라땐뮤직 고기훈입니다
라땐뮤직 고기훈입니다는 JTV MAGIC FM의 음악 프로그램이다. 2023년 1월 2일부터 2024년 3월 30일까지 1년간 방송했다.

## 진행자
- 고기훈

## 주파수 안내
- 전주, 익산, 군산, 김제, 남원, 정읍, 순창, 고창, 무주, 부안, 완주, 임실, 장수, 진안 - 90.1 Mhz